# Merulempista wolschrijni
Merulempista wolschrijni is een vlinder uit de familie snuitmotten (Pyralidae). De wetenschappelijke naam is voor het eerst geldig gepubliceerd in 1997 door Asselbergs.
De soort komt voor in Europa.